# El Madroño
El Madroño es un municipio y localidad española de la provincia de Sevilla, en la comunidad autónoma de Andalucía. El término municipal tiene una población de 305 habitantes (INE 2024).

## Geografía
Sus coordenadas geográficas son 37° 38′ N, 6° 30′ O. La localidad se encuentra situada a una altitud de 350 m sobre el nivel del mar y a unos 77 km de la capital de provincia, Sevilla.
En el término municipal se encuentran los núcleos de población de El Álamo, El Madroño, Juan Antón, Juan Gallego y Villargordo.

## Historia
Hacia mediados del siglo XIX, el lugar tenía contabilizada una población de 434 habitantes. La localidad aparece descrita en el decimoprimer volumen del Diccionario geográfico-estadístico-histórico de España y sus posesiones de Ultramar de Pascual Madoz de la siguiente manera:

MADROÑO (el): ald. agregada al ayunt. del Castillo de las Guardas (3 leg.), en la prov., dióc., aud. terr. y c. g. de Sevilla (10), part. jud. de Sanlúcar la Mayor (9): sit. al O. de su matriz, en el confín de la prov. de Sevilla con la de Huelva, con clima saludable, vientos N., padeciéndose mas comunmente tercianas. Tiene 125 casas, una escuela de niños dotada con 200 ducados, igl. parr. (San Blas), curato de entrada, del que dependen los cas. ó ald. del Alamo, Villagordo, Juan Antón, Juan Gallegos y Bernales, sujetos en lo civil al ayunt. del Castillo, de cuyo térm. participa esta ald. El terreno es montuoso, con algunos manantiales escasos de buen agua, y prod. trigo, cebada, avena, centeno, lino, bellotas y miel: se cria algun ganado, especialmente cabrío, y caza de conejos, perdices, jabalíes y venados. pobl. de sola la ald., 129 vec., 434 hab. dedicados á la agricultura, y algunos á tejer lana y lino. Las 5 ald. ó cas. espresados cuentan 92 vec., 324 alm. riqueza y contr.: con el ayunt. (V.)
(Madoz, 1848, p. 13)

## Demografía
Cuenta con una población de 305 habitantes (INE 2024).
| Gráfica de evolución demográfica de El Madroño entre 1930 y 2021 |
| |
| Población de derecho según los censos de población del INE Población de hecho según los censos de población del INEEntre el censo de 1930 y el anterior, aparece este municipio porque se segrega del municipio 41031 (El Castillo de las Guardas) |

| 402                       | 376 | 368 | 364 | 382 | 379 | 369 | 366 | 367 | 360 | 353 | 287 |
| (Fuente: INE [Consultar]) |     |     |     |     |     |     |     |     |     |     |     |

## Economía
| Gráfica de evolución de Deuda viva del Ayuntamiento de Madroño (El) entre 2008 y 2019                                |
| |
| Deuda viva del Ayuntamiento de Madroño (El) en miles de Euros según datos del Ministerio de Hacienda y Ad. Públicas. |

## Patrimonio
En El Madroño hay una iglesia bajo la advocación de San Blas, Patrón de la localidad.